# Wielogłosowość
Wielogłosowość – konstrukcja harmoniczna opierająca się zwykle na czterogłosowym układzie akordów.
Przez analogię do kwartetu wokalnego, głosy nazywane są: sopran, alt, tenor i bas. Ponieważ materiał oparty jest na trójdźwięku, w układzie czterogłosowym jeden z dźwięków musi być zdwojony. Nie podwaja się tercji, które to w harmonii klasycznej poczytywane jest za błąd. 
W konstrukcji dwugłosowej jeden dźwięk akordu zostaje opuszczony (zwykle najmniej istotny). W harmonii pięciogłosowej lub wyższej powtarza się dźwięki akordów lub buduje się konstrukcje oparte na akordach septymowych lub akordach nonowych.

## Historia
Pierwsze konstrukcje wielogłosowe pojawiły się w pierwotnym śpiewie. Wykonywanie melodii przez dwa głosy prowadzone równolegle (w tym samym kierunku oraz odległości względem siebie) wpływało na zróżnicowanie brzmienia. Pierwotne zdwajanie głosów miało charakter przypadkowy. Odbywało się nie tylko w oktawie, ale też m.in. kwarcie i kwincie. Doprowadziło to z czasem do zwrócenia uwagi na walory estetyczne poszczególnych współbrzmień oraz świadomego ich wykorzystywania. Środki harmoniczne w muzyce pierwotnej używane były w charakterze brzmieniowym, tzn. miały na celu osiągnięcie określonych efektów brzmieniowych niezależnie od dysonansowości użytych współbrzmień (np. paralelizm sekundowy w muzyce mieszkańców Wysp Admiralicji).